# Sigrid Rudebecks gymnasium

Sigrid Rudebecks gymnasium, förkortat SRG och i dagligt tal kallat Rudebecks, är en fristående gymnasieskola som grundades 1869 av reformpedagogen Sigrid Rudebeck. Tillsammans med Göteborgs högre samskola är Rudebecks ett av Göteborgs högst presterande gymnasier, och ses som en av stadens mer anrika skolor. År 1875 flyttade skolan till sina nuvarande lokaler på Bellmansgatan i Vasastaden, centrala Göteborg.

## Skolan
Skolan, vars rektor heter Maria Laasonen, har cirka 450 elever och 50 anställda. Skolan har två program, det samhällsvetenskapliga och det naturvetenskapliga programmet.

## Historik

### Början

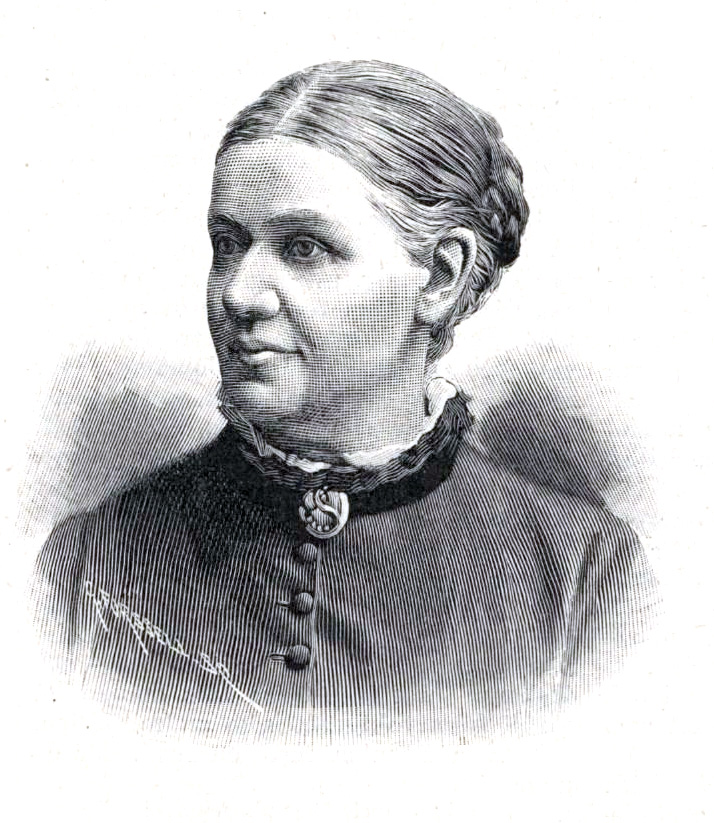
Sigrid Rudebeck. Xylografi i Idun 1893, nr 39.

Verksamheten började den 7 augusti 1869 i en lägenhet på fyra rum, kammare och kök i det 1862 uppförda Lindbergska huset vid Stenmalm under namnet Sigrid Rudebecks skola, och var då en skola enbart för mödrar. Invigningstalet hölls av den välkände väckelseprästen Peter Fjellstedt. Sigrid Rudebeck hade i början av samma år slutat sin tjänst som föreståndare för Familj-föreningens flickskola vid Allmänna vägen i Majorna, senare Majornas Elementarläroverk för flickor. Hon annonserade i mars 1869 i flera göteborgstidningar:
"Ny Skola För Flickor: Med biträde af flere skickliga lärare och lärarinnor ämnar undertecknad i Augusti månad innevarande år i Göteborg (Lindbergska huset vid Jerntorget) öppna en undervisnings och uppfostringsanstalt för flickor från 6 till 18 års ålder." och vidare att "Skolan kommer så snart lärjungarnas antal och utveckling sådant medgifva, att indelas i 6 klasser, föregångna af en förberedande af delning." — "Elever, som önska utbilda sig till lärarinnor, erhålla i 6:e klassens öfre afdelning undervisning i Pedagogik. Metodik, Helsolära, Fysik m. m., hvarjemte i praktisk undervisning genom prof lektioner, i likhet med den vid Stockholms Seminarium för bildande af lärarinnor antagna undervisningsmetoden."
Elevantalet var 3000 det första året och lärarinnorna 28. De första elevkullarna var uppdelade i tre elementarklasser och en förberedande avdelning. Följande år tillkom en fjärde klass, och efter ytterligare ett par år hade de sex planerade klasserna blivit verklighet. Sång och bibelläsning inledde skoldagen klockan 8.30, och 9.00 satte undervisningen igång. Fem lektioner per dag brukade ingå, med tio minuters rast mellan lektionerna och en halvtimme för "frukostlof."
Sigrids mål med skolan var: "att på kristlig grund meddela de unga den allmänna kvinliga bildning, som kan skickliggöra dem att fylla sin plats i hemmet och samhället. Skolan vill sålunda icke blott arbeta för förståndets utveckling genom meddelande af allmännyttiga kunskaper efter de bästa kända lärometoder, utan hon vill äfven verka för hjertats bildning genom att söka föra de unga in uti och lära dem älska det ord, som är grunden till all sann bildning och roten till allt förstånd, och vill sålunda vara en i verklig mening uppfostrande skola." I en tidig årsredovisning fanns att läsa: "På handarbete lägga vi synnerligen stor vikt, enär vi äro övertygade om att, om en skola för kvinnlig ungdom skall lyckas att utav flickan dana en sann kvinna, som under nyttig verksamhet sprider glädje och trevnad omkring sig, måste handarbetet inta en viktig plats och barnet lära att älska detsamma".
De tvååriga klasserna försvann under 1880-talet, och den förberedande avdelningen blev därför treårig. Till år 1887 var klassernas antal sju, då en åttonde klass tillkom. Skolans verksamhet var hotad - på grund av dålig ekonomi - i början av 1880-talet, och 1882 var Sigrid Rudebeck fast besluten att lägga ner skolan. Föräldrar och vänner samlade rask ihop 1 000 kronor som ett ekonomiskt stöd, men lovade samtidigt att stötta henne moraliskt. Stärkt av detta omprövade hon därefter sitt beslut.
Fröken Rudebeck stod kvar i ledningen av skolan till 1904, då cirka 73 år gammal. Hon hade dock haft en studierektor vid sin sida från 1889, och sedan 1899 även en biträdande föreståndarinna. Hon efterträddes som föreståndarinna av Walfrida "Frida" Hjertberg (1866–1936), som blev elev på skolan 1871, från 1892 lärare och som blev kvar i denna befattning till 1929. Hon kvarstannade dock i skolans styrelse ända fram till sin död. Samtidigt övertog ett aktiebolag ägandet av skolan, där Sigrid Rudebeck blev ordförande fram till 1906. Den 14 maj 1904 fastställde delägarna i aktiebolaget vid en konstituerande bolagsstämma att ekonomisk vinning aldrig fick vara utslagsgivande för verksamheten, och att aktieägarnas utdelning aldrig fick överstiga 5 %. Överskott skulle avsättas till en stipendiefond för mindre bemedlade elever samt en pensionsfond för lärarinnor.
Göteborgs gymnasium för flickor grundades år 1903 och var till år 1946 förenat med Sigrid Rudebecks skola, som samma år blev en kommunal skola. Gymnasiet var ett latingymnasium samt hade ring I av realgymnasium. Det var treårigt och byggt på flickskolans näst högsta klass eller realexamen. År 1907 fick detta gymnasium rätt att ordna studentexamen. År 1904 övertogs skolans verksamhet och fastigheter av ett aktiebolag. Från 1907 fanns även möjlighet avlägga realexamen från 1909 i egna skolan, vilken sedan avvecklades med början 1944.
Göteborgs stadsfullmäktige beslöt den 8 november 1945 att, efter överenskommelse med styrelsen för Sigrid Rudebecks skola, överta flickskolan och realskolan som var under avveckling samt hemställa hos Kungl. Maj:t om att få ombilda skolan till kommunal flickskola.
Den 29 november tillsattes en interimsstyrelse, och i februari 1946 förklarade Kungl. Maj:t att Sigrid Rudebecks kommunala flickskola var inrättad, räknat från den l januari samma år. Reglementet fastställdes av Kungl. Skolöverstyrelsen den 1 april 1946.

### Nya lokaler
På skolan fanns det efter några år 100 elever och 14 lärare och man tvingades hyra allt fler våningar i huset. Men till slut blev lokalerna vid Järntorget för trånga, och 1875 köpte Sigrid Rudebeck - tillsammans med den för skolgymnastik varmt intresserade läkaren Erik Wilhelm Wretlind Östra Nygatan – senare Bellmansgatan – nr 8, där skolan alltjämt ligger. Den 1 oktober samma år öppnade skolan på den nya adressen. Två våningar togs genast i bruk för skolans räkning, och i bottenvåningen fanns fem klassrum och tre tamburer, andra våningen hade tre klassrum med tambur och dessutom bostad för föreståndarinnan och tre lärarinnor. Wretlind skulle disponera delar av tredje våningen, och de lägenheter som låg mot gården skulle hyras ut. Hyran för skolans två våningar var 3 600 kronor per år.
Först 1885 förvärvade skolan hela fastigheten Bellmansgatan 8. År 1895, samma år som skolan förvärvade även grannfastigheten nr 6, angavs skolans namn vara Sigrid Rudebecks Elementarskola. Genom förvärvet kunde en våning genast tas i bruk för de förberedande klasserna samt första klassen. Samtidigt blev samlingssalen dubbelt så stor och ett frukostrum inreddes.
Styrelsen hyrde första våningen i hörnhuset Haga Kyrkogata 6 och Bellmansgatan 2 på hösten 1907, där småskolan placerades. Lokaler användes till 1913, då en våning i fastigheten Bellmansgatan 10 hyrdes. Gymnasiet och realskolans högsta klasser flyttade i början av höstterminen 1911 in i nyinredda lokaler, som hyrts i fastigheten Viktoriagatan 2. Skolan förvärvade fastigheten Bellmansgatan 10 den 1 januari 1915, och i januari 1917 köptes fastigheten Viktoriagatan 5 och Bellmansgatan 12 som byggdes på med en våning 1923.
Läsåret 1928–1929 omfattade Rudebecks: småskola, flickskola, realskola, latin- och realgymnasium, seminarium och övningsskola, med 44 klassrum, kemisal, laboratorium, fysikrum, biologirum, geografirum, 2 handarbetsrum, 2 teckningssalar, 2 slöjdrum, gymnastiksal, 2 omklädningsrum, 6 materielrum, bönsal, leksal, 12 frukostrum, kök, diskrum, sjukrum, 3 lärarinnecollegierum, mottagningsrum, matsal för hushållsklassen, rastrum och tamburer. Totalt 89 rum som inrymdes i fastigheterna Bellmansgatan 2, 6, 8, 10, 12, Viktoriagatan 2 och 5 samt Haga Kyrkogata 6. Rudebecks var som absolut störst under Frida Hjertbergs tid.

### Läroplan
Skolan var troligen den första i landet som tagit upp läroämnena huslig ekonomi (samtidigt med en kurs i tillklippning och klädsömnad, vilket stod i läroplanen för skolans åttonde klass 1887–1888) och kvinnlig träslöjd (1880). Näässystemet tillämpades sedan två av skolans lärarinnor genomgått Nääs slöjdseminarium. Länge var franska det första främmande språket vid skolan. Sigrid Rudebeck motiverade det med att franska ”berett glädje, varemot studiet av tyska med den ansträngande grammatiken oftast för barn på detta stadium visat sig vara ett hårdt arbete.” Först från 1889 utgjorde tyska ett alternativ till första språk på schemat. Men redan från läsåret 1894–1895 ändrades språken till att för alla bli tyska som första, engelska som andra och franska som tredje språk, utan att alla tre språken gjordes obligatoriska. Bakgrunden var den allmänna tendens inom skolvärlden vid denna tid till att göra tyska till grundspråket.

### Ekonomi
Från kalenderåret 1883 erhöll skolan ett årligt anslag från staten, först med 1 000 kronor och på det villkoret att minst tre elever fick kostnadsfri undervisning och minst sex betalade en årsavgift på högst 50 kronor. År 1892 höjdes statsbidraget till 1 500 kronor. För åren 1897–1899 ansökte skolan om att anslaget skulle höjas till 2 500 kronor, varav 500 till undervisningen i huslig ekonomi. Denna begäran avslogs med motivering att skolan då måste kunna visa upp ett intyg om att samma belopp kunde fås från kommunen eller enskilda donatorer, helt enligt de statliga bestämmelserna från 1896. Skolan sökte därför ett anslag hos Göteborgs stadsfullmäktige, som för tre år beviljade samma anslag som staten gav, alltså 2 500 kronor årligen. Kort därefter utgick anslagen regelbundet från stat och kommun.
Terminsavgifterna var 30 kronor för de förberedande klasserna, och upp till 100 kronor för högsta, sjunde klassen. Avgiften kunde reduceras med 10 % per elev, om tre eller flera syskon gick på skolan samtidigt.

## Skolan utvidgas med gymnasium
Det hade från föräldrahåll framförts önskemål om ett gymnasium, och på ett föräldramöte i januari 1903 befästes det. Under hösten 1903 skapades den första gymnasieklassen. Gymnasiet byggde på flickskolans näst högsta klass och organiserades som treårigt. Även elever från andra flickskolor kunde få inträde. Pastor Anders Holkers, som var skolans studierektor, hade varit mycket aktiv vid gymnasiets tillkomst och blev både gymnasiets ledare och dess studierektor. Elevantalet ökade kraftigt med upprättandet av gymnasiet, och läsåret 1902–1903 hade skolan 210 elever, 1906–1907 fler än 300 elever och för läsåret 1910–1911 fler än 500. De olika skolavdelningarna hade på höstterminen 1918 sammanlagt 874 elever, 1920 var de 1 007 för att under läsåret 1924–1925 kulminera med 1 444 elever.
De första elever som utexaminerades med studentexamen fick gå upp som privatister vid Göteborgs högre latinläroverk. Genom Kungl. Maj:ts resolution av den 22 mars 1907 fick ”det med skolan förenade Göteborgs gymnasium för flickor” rätt att från och med vårterminen 1907 till och med vårterminen 1911 göra egen "mogenhetsprövning". Gymnasiet organiserades med både latin- och reallinje från och med läsåret 1908–1909.
I april 1946 fick gymnasiet ett kommunalt anslag på 10 670 kronor. Skolan var i ekonomiska trångmål, så pengarna kom väl till pass. Ett anslag från skolöverstyrelsen inkom likaså. Rudebecks blev 1952 den första flickskola i Göteborg som erbjöd lagad mat till lunch. Genom ett anslag på 56 000 kronor till reparationer och köksutrustning lät man göra om Fridas gamla bostad till skolbespisning. I Göteborgs Handels- och Sjöfartstidning den 6 september detta år, kunde man läsa i ett reportage: "Den gamla rektorsbostaden ovanpå Sigrid Rudebecks kommunala skola är nu iordningställd och fyra ljusa, hemtrevliga smårum tjänstgör sedan några dagar som matsalar. Varje frukostrast ringlar långa magknorrande, pladdrande matköer upp genom alla trapporna till vinden där 'restaurangen' ligger."
Namnet ändrades år 1958 till Sigrid Rudebecks gymnasium i Göteborg. Detta var, tillsammans med Göteborgs högre samskola, första möjligheten för flickor att bli gymnasister i Göteborg. Flickskolan lades ner 1969, och samma år togs de första pojkarna in och skolan fick sitt nuvarande namn.
Då Gunnar Olinder 1951 tillträdde som rektor, ökade statsbidraget och Rudebecks började växa. Man satsade bland annat på musik, teckning och gymnastik. Under rektor Harry Lindes tid (1960–1971) fick Rudebecks den utformning som man behållit sedan dess.
I början av 1980-talet utredde riksdagen statsbidragen till fristående skolor, och i en proposition 1983, signerad Lena Hjelm-Wallén, står det: "För Sigrid Rudebäcks gymnasium [med flera] som enligt min mening inte uppfyller de föreslagna villkoren för statsbidrag bör bidrag i oförändrad omfattning medges längst t.o.m. budgetåret 1986/87. Senast budgetåret 1987/88 bör en avveckling av statsbidraget till dessa skolor vara påbörjad." Detta fick Rudebecks att reagera kraftfullt, och i februari 1984 åkte hela gymnasiet till Stockholm för att demonstrera för fortsatt existens. Med ljudet från en enda trumma, och därutöver under fullständig tystnad, vandrade man genom Stockholms gator. TV och tidningarna kom, men någon politiker fick man inte kontakt med. Resultatet av demonstrationen blev ändå att frågan bordlades flera gånger. Den 20 maj 1988 voterade riksdagen i frågan, och med 273 röster mot 15 beslutades att Rudebecks skulle tilldelas statsbidrag även i fortsättningen. Sommaren 1995 gjordes en omfattande renovering av större delen av huset.

## Göteborgs Kvinnliga Folkskoleseminarium vid Sigrid Rudebecks skola
Vid Kjellbergska flickskolan upprättades 1908 ett högre lärarinneseminarium. Föreståndare Hjertberg vid Rudebecks och rektor Holkers hade varit aktiva i den kommitté som förberedde detta seminarium, och de ansåg att Göteborg hade behov av ytterligare ett kvinnligt folkskoleseminarium. Kursen skulle göras 3-årig och att i högsta klassen ta in sökande med "god" studentexamen. Undervisning skulle ske i engelska samt i huslig ekonomi. Auskultationer skulle hållas i Göteborgs folkskolor, flickskolor med flera läroanstalter. Dessutom skulle en övningsskola upprättas, speciellt för seminariet. Den 5 mars 1909 lämnade Kungl. Maj:t klartecken till rätt att starta skolan, med villkor att seminariet i överensstämmelse med stadga för folkskoleseminarier av år 1886 skulle stå under tillsyn av Göteborg domkapitel.
Göteborgs Kvinnliga Folkskoleseminarium vid Sigrid Rudebecks skola – vilket var det formella namnet – började sin verksamhet med höstterminen 1909. Antalet sökande var 41 till den första avdelning som upprättats, och 28 av dessa antogs efter inträdesprövningar. Anna Borgström, som genomgått Kungl. Högre Lärarinneseminarium, anställdes som föreståndarinna för seminariet och för övningsskolan. Vid läsåret 1913–1914 var övningsskolan färdigbildad med åtta klasser, vilka motsvarade småskoleavdelning med två klasser, folkskoleavdelning med fyra klasser samt en tvåårig överbyggnad där övergång kunde ske till realskoleavdelningens sjätte klass vid Sigrid Rudebecks skola. Lokaler i fastigheten Viktoriagatan 3 hyrdes först för verksamheten, men på våren 1918 köpte man istället hela fastigheten Viktoriagatan 3. Det rådde lärarbrist i Sverige då seminariet upprättades, men den åtgärdades ganska snart. En konsekvens av det blev att läroverksöverstyrelsen meddelade de privata folkskoleseminarierna att från hösten 1925 fick inga nya kurser startas och att dessa seminarier successivt skulle avvecklas. Sista gången som folkskollärarinnor utexaminerades från seminariet vid Sigrid Rudebecks skola var på våren 1927. Sammanlagt hade då 800 lärarinnor utbildats. Skolan hade varje år haft cirka 120 elever, då man tagit in 30 elever i var och en av seminariets olika avdelningar.

## Pensionatsverksamheten
Det gick att bo på skolan för ett antal elever:

"Ett begränsadt antal (omkring 10 st.) helpensionärer mottagas under följande villkor: Inackordering och skolundervisning betalas för läsåret, i ett för allt med 650 kronor, hvaraf hälften förskottsvis och utan afdrag erlägges i September och hälften i Januari. Önskar eleven kvarstanna under julferierna, erlägges härför 30 kronor.

## Barnmissionsföreningen
Rudebeck var starkt engagerad i missionen, och 1872 bildades "Barnamissionsföreningen" bland skolans elever. Målsättningen var dels att väcka intresse för missionen, dels att skaffa medel till olika missioners verksamheter genom olika försäljningsaktiviteter. Evangeliska Fosterlandsstiftelsen och Svenska Israelsmissionen nämns särskilt. Föreningens ledare och kassaförvaltare var under en tid pastor Edvard Osterman. Han var samtidigt kristendomslärare vid skolan under mer än femton år. Osterman blev kyrkoherde i Masthuggets pastorat 1889, senare Oscar Fredriks församling, och lämnade då skolan.

## Traditioner
Skolan har många traditioner, bland annat folkdansen för eleverna i årskurs 1 och 3 som anordnas strax innan jul varje år. Andra kända traditioner är gårdsfesten, som treorna anordnar för att hälsa de nya ettorna välkomna, och Roddkampen, en roddtävling mellan Rudebecks och Sam som varje år går av stapeln i kanalen. Den arrangeras av skolornas elevföreningar.

## Sigrid Rudebecks Elevkår
Vid årsmötet 2009 fastslogs att elevrådet skulle reformeras till en fristående elevkår och Sigrid Rudebecks Elevkår bildades. Sigrid Rudebecks Elevkår är en obunden elevintressefrämjande organisation verkande på Sigrid Rudebecks gymnasium, vars syfte är att skapa en mer givande skoltid för sina medlemmar. Elevkårens verksamhet grundar sig på fyra grundpelare: social verksamhet, påverkan, service och föreningsliv. Ordförande för verksamhetsåret 2025-2026 är Moïbe Alexandersson-Gustavii, vice ordförande är Clara Noord och kassör är Carl Sahlin, samt ledamöterna Måns Hammarström, Felix Lottkärr, Nora-Li Guthed Eduards och Ines Berglund. Elevkårens ledord är kunskap, gemenskap och tradition. Sigrid Rudebecks Elevkår arrangerar varje år roddtävling mot Samskolan samt ett flertal sittningar för sina medlemmar, såsom Vinterbanketten och Vårmiddagen. Verksamhetsåret 2022-2023 introducerades sittningen Lär dig äta middag med en Rudebeckare för första gången. 

## Föreståndarinnor och rektorer

### Flickskolan
- 1869–1904 - Sigrid Rudebeck
- 1904–1929 - Frida Hjertberg
- 1929–1944 - Hulda Ehrnberg
- 1944–1958 - Gurli Sundblad
- 1958–1969 - Ruth Samuelsson

### Gymnasiet
- 1903-30 - Anders Holkers
- 1930-35 - Greta Hedin
- 1935-51 - Olga Bergmann
- 1951-60 - Gunnar Olinder
- 1960-71 - Harry Linde
- 1971-83 - Göran Malmeström
- 1983-84 - Ulf Öhberg (vik)
- 1984-85 - Anne Marie Magnerus
- 1985-2007 - Evert Rehnberg
- 2007-22 - Murielle Ovise
- 2022- Maria Laasonen

## Kända rudebeckare
- Nicola Clase, diplomat, Sveriges FN-ambassadör, före detta ambassadör i Storbritannien och Finland samt statssekreterare hos Fredrik Reinfeldt
- Alice Dadgostar, författare och journalist
- Henrik Edin, före detta förbundsordförande Liberala ungdomsförbundet
- Peter Ericson, diplomat, Sveriges ambassadör i Finland och före detta Sveriges ambassadör i Moskva
- Caroline Farberger, svensk företagsledare
- Johan Floderus, svensk EU-diplomat, tidigare fängslad i Iran
- Richard Friberg, svensk nationalekonom, make till fd. statsminister Magdalena Andersson.
- Cecilia Gyllenhammar, svensk författare och dotter till Pehr G. Gyllenhammar.
- Gustaf Göthberg, svensk riksdagsledamot (M)
- Mattias Hallberg, före detta ordförande Sveriges Elevkårer, samhällsdebattör
- Björn Natthiko Lindeblad, föreläsare och buddhistmunk
- Lotta Lundgren, tv-profil och programledare för bland annat Historieätarna och Landet brunsås
- Mats Malm, professor i litteraturvetenskap, ledamot och ständig sekreterare i Svenska Akademien
- Malte Persson, författare och poet
- Lars Strannegård, professor i företagsekonomi, rektor för Handelshögskolan i Stockholm
- Harald Treutiger, svensk TV-profil och programledare
- Pierre Usselmann, svensk journalist och radioprofil